# The Light of St. Bernard
The Light of St. Bernard è un cortometraggio muto del 1912 diretto da Albert W. Hale.

## Produzione
Il film fu prodotto dalla Vitagraph Company of America.

## Distribuzione
Distribuito dalla General Film Company, il film - un cortometraggio in una bobina - uscì nelle sale cinematografiche statunitensi il 27 luglio 1912.